# Lamposaari (ö i Norra Savolax, Norra Savolax)
Lamposaari är en ö i Finland. Den ligger i sjön Koivujärvi och i kommunen Pielavesi i den ekonomiska regionen  Övre Savolax ekonomiska region  och landskapet Norra Savolax, i den centrala delen av landet, 400 km norr om huvudstaden Helsingfors. Öns area är 5,2 hektar och dess största längd är 450 meter i nord-sydlig riktning.